# Michael Hochgeschwender
Michael Hochgeschwender (* 6. November 1961 in Würzburg) ist ein deutscher Historiker und Professor für Nordamerikanische Kulturgeschichte, Empirische Kulturforschung und Kulturanthropologie an der Ludwig-Maximilians-Universität München.

## Leben
1988 legte Hochgeschwender sein Diplom in Katholischer Theologie an der Universität Würzburg ab, 1991 den Magister artium in neuerer und neuester Geschichte, mittelalterlicher Geschichte und Religionsgeschichte. Die Promotion erfolgte 1996 an der Universität Tübingen, die Habilitation 2003 ebendort. Seit 2004 ist er Professor in München.
Hochgeschwender forscht unter anderem zur Religionsgeschichte der USA, insbesondere des US-amerikanischen Katholizismus, zur Geschichte der USA in der Antebellums- und Bürgerkriegsepoche sowie der Intellektuellengeschichte des Kalten Kriegs und des conservatism in den USA.
In Hochgeschwenders 2007 erschienenem Buch Amerikanische Religion. Evangelikalismus, Pfingstlertum, Fundamentalismus sieht er als Eigenheit der amerikanischen Gesellschaft unter anderem ein im Vergleich zu Westeuropa und anderen hochindustrialisierten Gebieten erstaunliches Maß an Religiosität. Evangelikale, fundamentalistische und aus der Pfingstbewegung stammende Religionsformen nehmen dabei eine Sonderstellung ein. Die Erweckungsbewegungen bezogen in sozialen Fragen prononciert linkere, antiwirtschaftsdarwinistische Positionen, was auch in der europäischen Bewertung des Streits zwischen Kreationisten und Darwinisten oft übersehen wird. Sie werden erst im Lauf der späten 1970er Jahre mehrheitlich dem konservativen Lager in den Vereinigten Staaten zugeordnet.
Hochgeschwender ist ledig. Seit seiner Studienzeit ist er aktives Mitglied der Katholischen Studentenverbindungen KStV Rheno-Frankonia Würzburg, Tannenberg-Königsberg zu Berlin, Barbarossa zu Kaiserslautern und KStV Alamannia Tübingen im KV sowie der Görres-Gesellschaft und des TSV 1860 München.

## Veröffentlichungen (Auswahl)
- Freiheit in der Offensive? Der Kongreß für kulturelle Freiheit und die Deutschen. Oldenbourg, München 1998 (= Ordnungssysteme, Bd. 1), ISBN 3-486-56341-6 (zugleich: phil. Dissertation, Tübingen 1996).
- Wahrheit, Einheit, Ordnung. Die Sklavenfrage und der amerikanische Katholizismus 1835–1870. Paderborn 2006.
- Ehre und Geschlecht. Strategien bei der Konstruktion nationaler Einheit nach dem Amerikanischen Bürgerkrieg. In: Horst Carl, Hans-Henning Kortüm, Dieter Langewiesche, Friedrich Lenger: Kriegsniederlagen. Erfahrungen und Erinnerungen. Akademie Verlag, Berlin 2004, S. 313–328.
- Religion, nationale Mythologie und nationale Identität. Zu den methodischen und inhaltlichen Debatten in der amerikanischen ‚New Religious History‘. In: Historisches Jahrbuch 124, 2004, S. 435–520.
- Katholizismus und Antisemitismus. In: Karl-Joseph Hummel: Zeitgeschichtliche Katholizismusforschung. Tatsachen, Deutungen, Fragen. Eine Zwischenbilanz. Ferdinand Schöningh, Paderborn 2004 (= Veröffentlichungen der Kommission für Zeitgeschichte, Reihe B: Forschungen, Bd. 100), S. 31–48.
- Was ist der Westen? Zur Ideengeschichte eines politischen Konstrukts. In: Historisch-Politische Mitteilungen 11, 2004, S. 1–30.
- Kurt Georg Kiesinger und das Verbindungsstudententum der 20er und 30er Jahre. In: Günter Buchstab et al.: Kurt Georg Kiesinger, 1904–1988. Von Ebingen ins Kanzleramt. Herder, Freiburg/Br. 2005, S. 119–146.
- Amerikanische Religion. Evangelikalismus, Pfingstlertum, Fundamentalismus. Verlag der Weltreligionen im Inselverlag, Frankfurt am Main 2007, ISBN 978-3-458-71005-9.
- Wie zwei kämpfende Hähne. Das Ringen um die amerikanische Verfassung. In: Damals 40, 2008, Heft 6, S. 28–34.
- Auf dem Weg zur unteilbaren Nation. Treuekonzepte und Loyalitätsdiskurse in der US-amerikanischen Geschichte des 19. Jahrhunderts. In: Nikolaus Buschmann, Karl Borromäus Murr: Treue. Politische Loyalität und militärische Gefolgschaft in der Moderne. Vandenhoeck & Ruprecht, Göttingen 2008, S. 377–420.
- Toward the Kingdom of God? Die religiöse Entwicklung der USA nach dem epochalen Umbruch von 1989/90. In: Klaus Koschorke (Hrsg.): Einstürzende Mauern. Das Jahr 1989/90 als Epochenjahr in der Geschichte des Weltchristentums. Harrassowitz, Wiesbaden 2009, S. 351–371.
- Der Amerikanische Bürgerkrieg. C. H. Beck, München 2010, ISBN 978-3-406-56251-8.
- Die Amerikanische Revolution. Geburt einer Nation 1763–1815. C. H. Beck, München 2016, ISBN 978-3-406-65442-8.[1]